# Mi-rendszer

A hol-rendszer (zöld) és mi-rendszer (lila) elhelyezkedése.

A mi-rendszer a vizuális információ-feldolgozó rendszerek egyike, mely a tárgy- és arcfelismerésben, valamint a színfeldolgozásban játszik szerepet. Ezzel szemben a hol-rendszer a mozgás feldolgozásban, téri figyelemben, valamint a fej- és szemmozgatásban nélkülözhetetlen.

## Mi-rendszer állomásai

### Retina
A mi-rendszer első állomása az ideghártya, azaz a retina. Az emberi szemben található körülbelül egymillió retinális ganglionsejt idegsejt, a fotoreceptorokkal ellentétben nem alakítják át a fényt idegi jellé: azt az információt dolgozzák fel, melyet a gyűjtősejtek a fotoreceptoroktól kapnak. A P és M típusú ganglionsejtek közül a mi-rendszerben a parvocelluláris sejtek játszanak szerepet, melyek a főemlősök ganglionsejtjeink nyolcvan százalékát teszik ki. Jellemzőjük, hogy kis receptív mezőjüknek köszönhetően apró részleteket is meg tudnak különböztetni. Élénk válasz várható nagy kontraszttal rendelkező tárgyak esetén is, például, ha fekete betűt nézünk fehér háttér előtt, valamint akkor, ha a sejt receptív mezőjét adott színnel, például vörössel világítjuk meg. 

### Talamusz
A mi-rendszer következő állomása a talamuszban található hat rétegű oldalsó geniculatus mag. A P típusú retinális ganglionsejtek adják a kis sejtes (parvocelluláris) réteg bemenetét. A harmadiktól hatodik rétegben található kis sejtek receptív mezője kicsi, így részletesen elemzik a téri információt. Erőteljes reakciót mutatnak abban az esetben, ha receptív mezőjük központi részét egy bizonyos színű fény, például vörös éri. Ha a mező környéki részét más színű fénnyel világítjuk meg (például zölddel), akkor a sejt aktivitása gátlódik. Ennek fényében elmondható, hogy a parvocelluláris sejtek színopponens sejtek, vagyis az ellentétes színekre sajátos választ adnak. A receptív mezőn belüli gyors intenzitásváltozásokra viszont nem reagálnak.  

### Elsődleges látókéreg
Az elsődleges látókéreg (V1, Brodmann 17, striatális kéreg) az oldalsó geniculatus magból kapja a bemenetét. A színérzékeny kérgi sejtek a negyedik réteg alsó részében, valamint a felső rétegben, foltszerűen helyezkednek el. Ez utóbbiak az úgynevezett pacasejtek, melyek a negyedik réteg alsó részéből kapnak bemenetet, ezt pedig a parvocelluláris pályák színérzékeny sejtjei látják el információval. A pacasejtek további jellemzője, hogy a kérgi sejtek többségével ellentétben nem irányérzékenyek.

### Látókéreg további állomásai
Az elsődleges látókérget elhagyva a mi-rendszer pályái a V2 területen keresztül a színlátásért felelős V4-be küldenek információt. 

## Sérülése
- Prozopagnózia (Brodmann 20, 21, alsó temporális lebeny): arcfelismerés képtelensége. A beteg olykor saját arcát sem ismeri fel.
- Vizuális agnózia: tárgyfelismerés zavara, a temporális lebeny sérülése.
- Színvakság: a V4 terület sérülése, mely a színlátás teljes elvesztésével jár.